# Cornu (släkte)
Cornu är ett släkte av snäckor som beskrevs av Born 1778. Cornu ingår i familjen storsnäckor.
Släktet innehåller bara arten Cornu aspersum.

## Bildgalleri

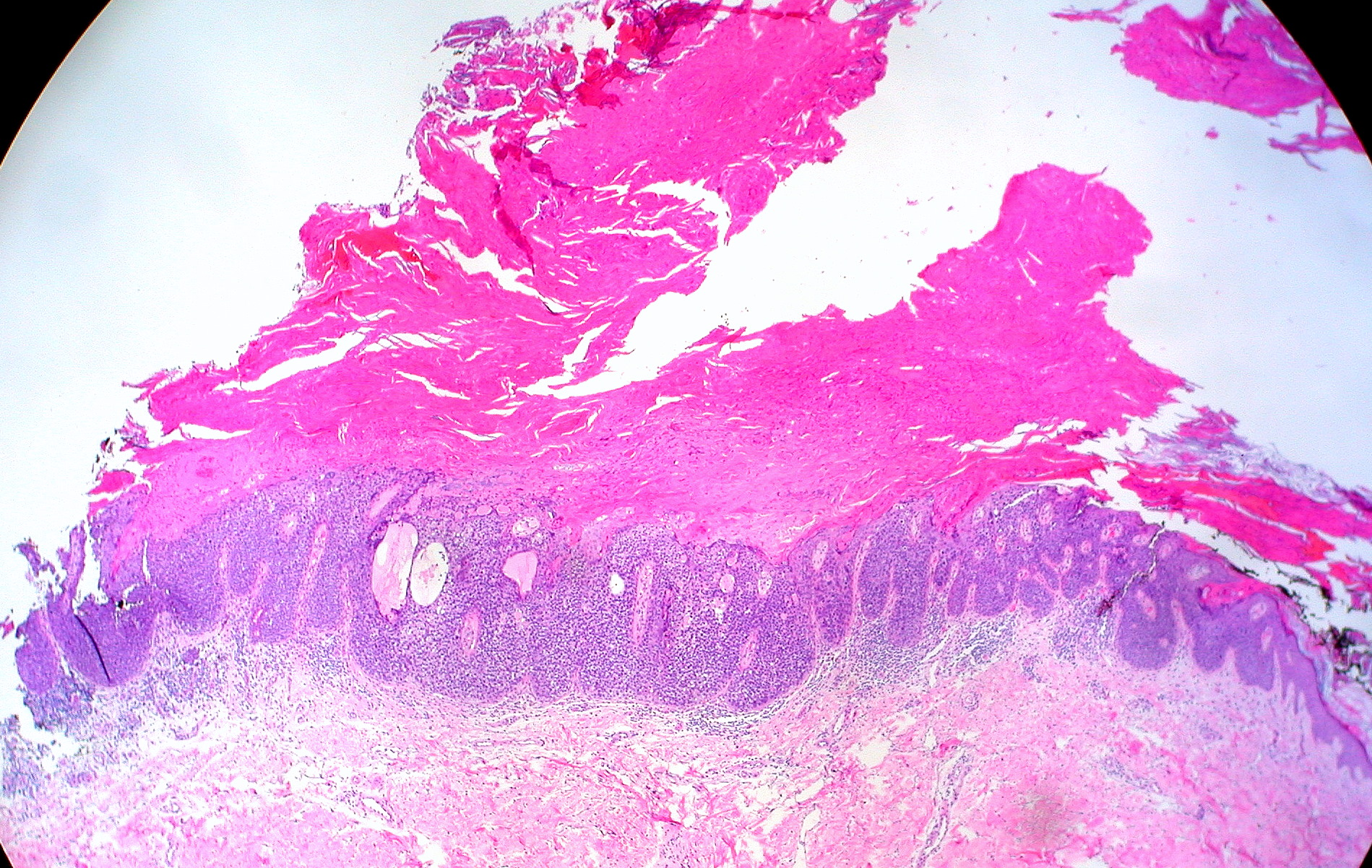